# Esperanto
Esperanto (ISO 639-3: epo), međunarodni je umjetni jezik nastao u drugoj polovici 19. stoljeća prema zamisli L. L. Zamenhofa. Prvi udžbenik objavio je 1887. godine u Varšavi pod pseudonimom "Dr. Esperanto" (liječnik koji se nada) što je kasnije postalo i ime samog jezika.
Govorna zajednica esperantista postoji više od stotinu godina, a čine ju brojni govornici i simpatizeri okupljeni u tisuće klubova, grupa, udruženja, strukovnih i nacionalnih saveza na svim kontinentima. Tako postoji i Hrvatski savez za esperanto.

## Ideja esperanta
Sama ideja esperanta temelji se na činjenici da u svijetu postoje tisuće jezika i ljudi se među sobom slabo ili nikako sporazumijevaju. Zamisao esperanta je da se zadrže svi ti jezici, ali i da se uvede jedan zajednički, nadnacionalni jezik, koji bi stanovništvo cijele Zemlje govorilo osim svog materinjeg jezika. Samom činjenicom da esperanto nije vezan ni uz jednu naciju, te njegova uporaba ne bi uzrokovala otpore kakve bi imalo uvođenje određenog nacionalnog jezika, npr. engleskog ili kineskog.

## O Esperantu
Esperanto se relativno lako uči, zbog više razloga. Esperantska gramatika je pravilna i kratka. Rječnik je prilično internacionalan. To ne znači da su uzimane riječi "iz svih jezika pomalo", nego da su usvajane one riječi koje su i same već od prije ušle u mnoge nacionalne jezike. Treći razlog je sistematska tvorba riječi koja omogućuje vrlo lagano stvaranje novih riječi iz već postojećih, obilno se pri tome pomažući, između ostaloga, sistemom prefiksa i sufiksa.
Sve je to omogućilo esperantu da se razvije u jezik najlakši za učenje. Navodno je i više od deset puta lakši od velikih europskih jezika. 
Temeljni rječnik jezika jest P.I.V. (Plena ilustrita vortaro = Potpuni ilustrirani rječnik). To je jednojezični esperantsko-esperantski rječnik. Značenje pojedine riječi je opisano drugim riječima na esperantu.  Pokazani su i bitni primjeri upotrebe svake riječi. PIV je neophodan svakom prevoditelju i svakome tko se želi usavršiti u jeziku. Veći broj pojmova objašnjen je ilustracijama. Najnovije izdanje PIV‑a izašlo je iz tiska 2002. 
Tzv. "Fundamento" (osnova, temelj esperanta) je knjiga u koju je sabrana gramatika, glavnina rječnika i zbirka tekstova za čitanje. Godine 1905. esperantisti su ga prihvatili kao osnovu jezika koju nitko ne smije dirati niti mijenjati. Zato ga zovu i "nedodirljivi fundament". Moramo znati da godine 1887. esperanto nije stvoren odjednom cijeli, nego tek jedan njegov dio. Ovo se pogotovo odnosi na rječnik. Ostatak se razvijao kroz govornu praksu, u početku pod autoritetom Zamenhofa, a kasnije i bez njega. Esperantska akademija prati taj razvoj i polako proširuje službenu listu riječi i rješava ostala jezična pitanja. 
"Fundamento" dakle ne ometa rast jezika, ali ne dopušta ni da se jezik naruši. Naime, prije njegove pojave, pa čak i kasnije, bilo je autoriteta koji su vršili pritisak da se u esperantu naprave ove ili one reforme. To je smetalo širenju jezika. S vremenom su i za neke riječi iz Fundamenta nađene bolje varijante, pa su stare postale arhaizmima, ali formalno postoje i dalje, paralelno s novima, jer je Fundament nedodirljiv. Zamenhof je zamislio da se u Fundament smiju unijeti samo jedanput za svagda one promjene koje se učine nužnima, ali i to tek onda kada esperanto bude trajno prihvaćen u cijelom svijetu. 
Godišnjak ("Jarlibro") veoma je značajna knjižica. Izdaje ga UEA (Svjetski esperantski savez), i to svake godine sa svježim podacima. Džepnog je formata, a na svojih 300 stranica donosi vodič kroz esperantski pokret, te adresar tzv. delegata. Vodič sadrži službene podatke o svim esperantskim organizacijama i njihovim organima i službama. Delegati UEA su pojedinci koji su se dobrovoljno stavili na raspolaganje svim esperantistima koji im se pismeno obrate ili se zateknu u njihovom kraju. Oni pružaju obične usluge ili usluge iz svoje struke. Jasno je da zahtjevi upućeni njima moraju biti razumni, tj. ne preteški i ne preskupi za njih. U "Jarlibru" je popis delegata po zemljama i gradovima.     
Pasporta Servo je usluga je koju organizira TEJO skupljajući podatke o esperantskim domaćinima i izdajući njihov godišnji adresar. Domaćini su esperantisti koji besplatno primaju u svoj dom strance koji govore esperanto, uz određena pravila ponašanja i najavljivanja, te ograničenja na broj gostiju i broj dana. Ovo je od goleme koristi na putovanju, a dokazuje i korisnost esperanta.

## Esperanto u popularnoj kulturi
Reference na Esperanto nalazimo u velikom broju filmova, serija, knjiga, časopisa te novinama otkako je on nastao. Naravno, to je sve napravljeno kako bi se dao dašak egzotike stranog jezika bez isticanja određenog naroda ili nacije, ili kako bi se izbjegli problemi s izmišljanjem novog jezika. U znanstvenoj fantastici Esperanto se često koristi za predstavljanje budućnosti u kojoj je više univerzalni govorni jezik nego što je danas.
Esperanto se može učiti preko interneta te postoji nekoliko izvora za učenje:
- Duolingo – popularna mobilna aplikacija koja između ostaloga sadrži i Esperanto (Esperanto se može učiti na engleskom jeziku i španjolskom jeziku).
- Kurso de Esperanto – računalni program koji se preuzima te se Esperanto može učiti na brojnim jezicima uključujući i na hrvatskome.
- Lernu.net – stranica na internetu koja je dobra za početak učenja Esperanta. Sastoji se od online zajednice, forum i interaktivnih učitelja.
- Esperanto u 12 dana – metoda učenja Esperanta kod koje se koristi veliki broj materijala za učenje to jest "Zagreb" metoda.
- Univerzalna Esperanto metoda – vrsta učenja Esperanta kod kojeg se koriste crteži i dijagrami.
- Pasporto al la tuta mondo – Skup DVD-ova za učenje Esperanta koji su javno i besplatno dostupni na Youtubeu.

## Vanjske poveznice
- Ethnologue (14th)
- Ethnologue (15th)
- Ethnologue (16th)
- Hrvatski Savez za esperanto
- Svjetski esperantski savez
- Google na esperantu
- Stranica na kojoj se nalazi format za tipkovnicu koji omogućava pisanje na esperantu (Mac OS X)
- Stranica na kojoj se nalazi format za tipkovnicu koji omogućava pisanje na esperantu (Microsoft Windows)
- Esperantsko-hrvatski rječnik
- Duolingo
- Kurso de Esperanto
- Lernu.net  Arhivirana inačica izvorne stranice od 11. prosinca 2019. (Wayback Machine)
- Esperanto u 12 dana
- Univerzalna Esperanto metoda
- Pasporto al la tuta mondo